# 30162 Courtney
30162 Courtney este un asteroid din centura principală de asteroizi.

## Descriere
30162 Courtney este un asteroid din centura principală de asteroizi. A fost descoperit pe 5 aprilie 2000 la Socorro, New Mexico, în cadrul proiectului LINEAR. Asteroidul prezintă o orbită caracterizată de o semiaxă mare de 2,39 ua, o excentricitate de 0,14 și o înclinație de 0,7° în raport cu ecliptica.